# Ольховская, Любовь Ивановна
Любовь Ивановна Ольховская (? 1918 — 18 июня 1942 года) — лётчица, участник Великой Отечественной войны, командир эскадрильи 46-го гвардейского ночного легкобомбардировочный авиаполка, лейтенант.

## Биография

### Ранние годы
Любовь Ольховская родилась в 1918 году в небольшом городе Валки Харьковской области. Окончила Херсонскую лётную школу. Работала лётчиком-инструктором.

### Учёба в Энгельсе
В 1941 году вступила в ряды Красной Армии. Вместе с другими девушками была направлена в город Энгельс на учёбу. По распределению попала в 588-й авиаполк ночных бомбардировщиков. Как опытный пилот, Ольховская сразу была назначена командиром эскадрильи. Люба сразу вошли в жёсткий ритм армейской жизни. Подруги вспоминали о ней как о требовательном и жизнерадостном командире.
Высокая темноволосая девушка с быстрым взглядом из-под длинных, прямых ресниц сразу понравилась нам. В ней было столько энергии и темперамента, что их хватило бы на всю эскадрилью.
В ту зиму мы хорошо узнали Любу — жизнерадостную, неутомимую. Узнали — и полюбили.
…Однажды под утро поднялся сильный буран. Порывистый ветер грозил сорвать самолеты со стопоров. Нас подняли по тревоге. Быстро одевшись, мы отправились на аэродром. Самолеты стояли на дальнем конце летного поля, и добираться к ним пришлось по компасу. В двух-трех шагах мы уже не видели друг друга: кругом была снежная стена.
С трудом продвигаясь вперед, мы отчаянно боролись за каждый метр пути. Снег больно бил по лицу. Встречный ветер толкал назад, забивал рот воздухом, выдувал из глаз слезы. Слезы замерзали на ресницах, склеивали веки.
Шли спотыкаясь, падая. Одна из девушек провалилась в сугроб, другая потеряла валенок. Кто-то заплакал — не от боли, а от чувства беспомощности… Временами казалось — нет больше сил. И тогда из снежной пелены вырастала Люба.
— А ну, веселее, девчата! — кричала она навстречу ветру, подталкивая отстающих, поднимая упавших. — Еще немножко осталось! Не отставать!
Ей нипочем был ураган. Она смеялась, радуясь тому, что может помериться силами со стихией.
— Вперед! — звала нас Люба, словно в атаку.
Она привела нас точно к стоянкам. Онемевшими от мороза руками мы принялись закреплять самолеты. Тросы натягивались, как струны, самолеты гудели, содрогаясь. Казалось, вот-вот они сорвутся и, кувыркаясь, понесутся по полю.
Вьюга бушевала до вечера. Мы дежурили у самолетов. И Люба без устали подбадривала нас.

— Вот это командир! — говорили потом девушки. (Н.Кравцова «В ночном небе»)
Когда в феврале 1942 года немцы сожгли родное село Любы, она стала проситься в истребительный полк. Девушка была согласна быть рядовым лётчиком. Но рапорты каждый раз отклоняли. Утешением для стало то, что её полк должен был вылететь на фронт раньше других.

### На фронте
27 мая 1942 года полк прибыл на фронт. Местом его дислокации стал совхоз «Труд Горняка». Здесь снова проявился характер Любы Ольховской. В лазарете она требовала от медсестёр внимания к Кате Рябовой, заболевшей малярией. Устраивала разносы всему лётному составу, выстроив перед общежитием, когда замечала непорядок в комнате.
В первые недели полк не допускали к полётам. Приезжали инспектора и комиссии, устраивали разнообразные проверки. Это продолжалось около трёх недель. Время тянулось бесконечно, а Люба рвалась в бой.
— Мы тут сидим, а «фрицы» тем временем бомбят! — Она уже не может остановиться, не высказавшись до конца. — Ну, зато мы им покажем, когда начнем летать! Ух, покажем!

И она грозит кулаком неизвестно кому: не то «фрицам», не то начальству, которое задерживает боевые вылеты. (Н.Кравцова «В ночном небе»)
Наконец, лётчицам было поставлено первое боевое задание. Первыми должны были лететь командиры эскадрилий. Вылетели экипажи Бершанской, Амосовой и Ольховской. С одного из первых же заданий на базу не вернулся экипаж Ольховской—Тарасовой.
Источники не сходятся в том, на каком из вылетов погибла Любовь Ольховская со своим штурманом Верой Тарасовой. Наталья Меклин в воспоминаниях сообщает, что первый вылет прошёл успешно. Аронова и Чечнева утверждают, что девушки не вернулись с первого же задания.

### Гибель

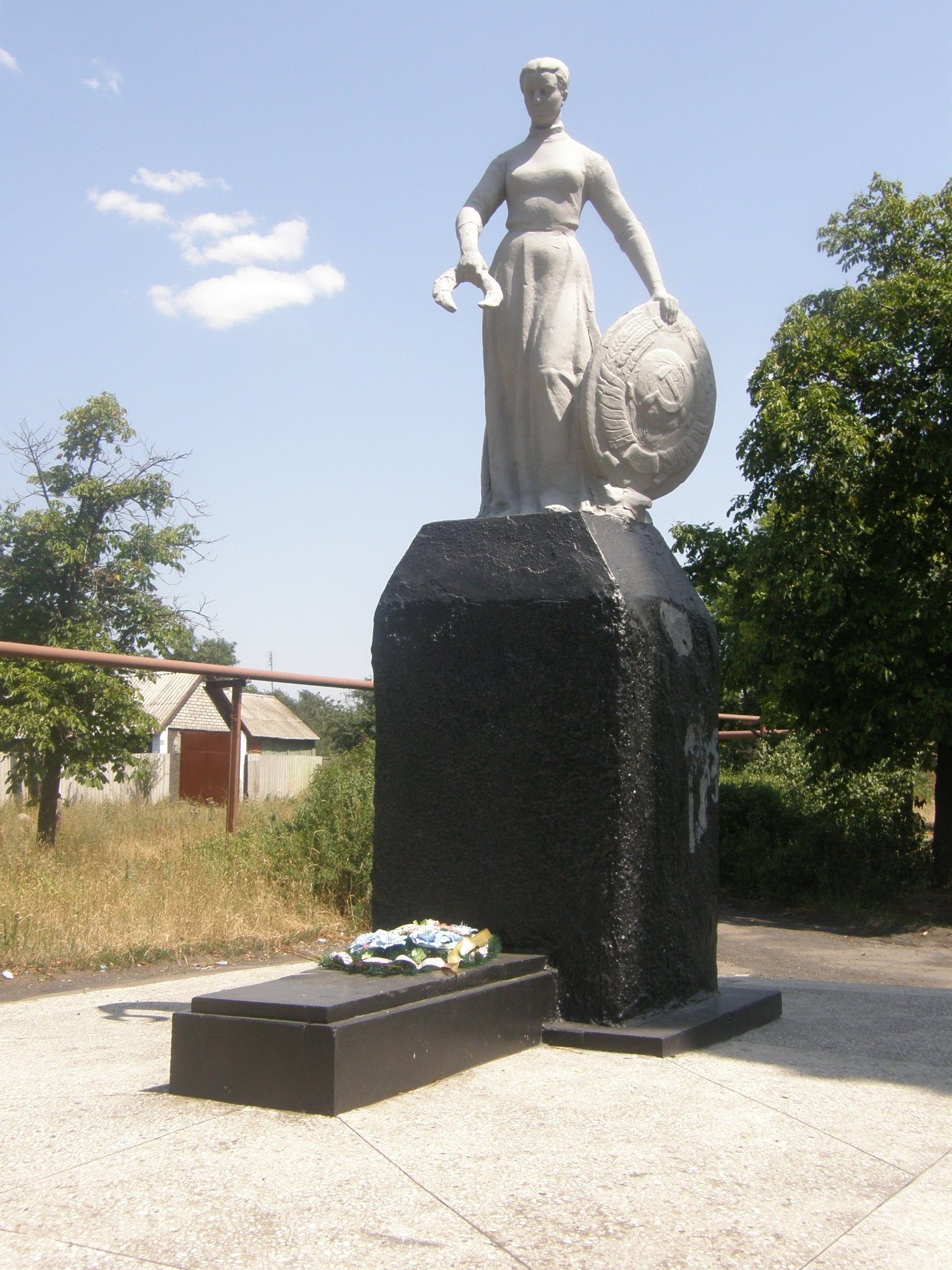
Памятник лётчицам в г. Снежное

Экипаж Ольховской—Тарасовой вылетел на бомбёжку цели в ночь на 18 июня 1942 года. На базу он не вернулся. Полёты по маршруту на следующий день не выявили никаких следов самолёта. Лётчики соседнего полка потом рассказали девушкам, что видели ПО-2, севернее назначенной цели. Самолёт шёл к земле.
Это была Люба. Но почему самолет был обстрелян над железнодорожным узлом? Неужели они отклонились к северу случайно? Нет, это не могло произойти. Значит… Люба, конечно, знала, что севернее — железнодорожный узел. Эшелоны на путях. И сама выбрала себе цель… Настоящую! (Н.Меклин «От заката до рассвета»)
Что случилось с девушками, тогда в полку так и не узнали. Вместо Ольховской и Тарасовой назначили командиром эскадрильи Дину Никулину, а штурманом Женю Рудневу.
Судьба Веры и Любы прояснилась лишь через двадцать три года. В 1965 году в редакцию газеты «Правда» пришло письмо от жителей посёлка Софьино-Бродское, рядом с железнодорожной станцией, над которой и видели самолёт Ольховской. Они писали, что в середине июня 1942 года, наутро после бомбёжки станции, нашли сбитый ПО-2, с двумя мёртвыми лётчицами в кабине. Немцы забрали документы и ушли. Жители посёлка тайно похоронили девушек. Сейчас же они хотели бы выяснить имена погибших. Речь шла об Любе Ольховской и Вере Тарасовой.
8 мая 1965 года при огромном стечении народа состоялись похороны. Прах погибших лётчиц перенесли из безымянной могилы на городскую площадь города Снежное. Вскоре на этом месте был установлен памятник.